# كون (فلم)
كون هو فيلم من نوع دراما أُصدر في 2010. الفيلم من إخراج وسيناريو ريها ارديم.

## القصة
تقع أحداث الفيلم في تركيا.

## طاقم التمثيل
- سايجين سويسال
- Nadir Sarıbacak [الإنجليزية]‏
- سيركان كسكين
- توركو توران  [لغات أخرى]‏

## وصلات خارجية
- مقالات تستعمل روابط فنية بلا صلة مع ويكي بيانات